# Усадьба Самсонова
Усадьба Самсонова — здание в центре Москвы на улице Пречистенка дом 35, строение 1.

## Описание
Здание с колоннами — главный дом городской усадьбы Самсонова, надворного советника. Возведено в 1813-1817 годах на каменных подвалах XVIII века.
В 1802 году на этом был практически точно такой же дом, но он сгорел в Московском пожаре 1812 года, остался цокольный этаж с подвалами и на нём возвели новую (опять же деревянную) постройку.
В интерьерах от 1819 года (кроме сводчатых подвалов) сохранились ещё лестница, печи и танцевальный зал (частично).
Отсутствие чертежей не позволяет представить его первоначальный архитектурный облик. Реставрация главного фасада произведена в 1963 году.

## Жильцы
Первые документальные свидетельства об усадьбе относятся к 1731-41 годам. Было несколько участков, но их всех объединил в один советник камер-коллегии Иван Семенович Оголин, владевший одним из них и скупивший всю землю по соседству.
В 1820 годах другой владелец — надворный советник Петр Александрович Самсонов, прикупил сад у соседки Наумовой, увеличив тем самым свой участок.
13 сентября 1911 году владельцем земли с постройками стал Николай Карлович фон-Мекк.
Николай Карлович происходил из семьи строителя Московско-Рязанской железной дороги Карла Федоровича фон Мекк.
Не имея специального инженерного образования Николай решил пойти по стопам отца с самых низов — устроился конторщиком в Николаевскую железную дорогу.
В 1891 году он становится самым молодым Председателем правления Общества Московско-Казанской железной дороги и трудится в этой должности до национализации 1917 года.
Сделал акцент на проведение изыскательских работ в области паровозостроения и сопутствующих агрегатов. Именно при непосредственном участии Николая Карловича в России появился первый вагон-рефрижератор.
Был женат на племяннице Чайковского, Анне Львовне Давыдовой. Остался в России, работал в Госплане представителем от Наркомата Путей сообщения.
Репрессирован — расстрелян в 1929 году как вредитель, реабилитирован в 1990 году.